# Svinga dig, min ande opp
Svinga dig, min ande opp är en tysk psalmtext av den tyske psalmförfattaren Johann Arndt. Textens sex verser översattes till svenska av Christoffer Olofsson Angeldorff.
Melodin komponerad av Per Ulrik Stenhammar.

## Publicerad som
- Nr 31 i Sionstoner 1889
- Nr 66 i Nya Pilgrimssånger 1892 under rubriken "Kristi död".
- Nr 132 i Svenska Missionsförbundets sångbok 1920 verserna 1-2 och 6.
- Nr 119 i Andliga sånger 1936 (Örebromissionen) verserna 1-2 och 6.